# 永井彪也
永井 彪也（ながい ひょうや、1992年（平成4年）11月15日 - ）は、東京都出身の競艇選手。
日野工業高等学園中退。登録番号4688。身長165cm、体重51kg、血液型A型。東京支部所属、師匠は中野次郎、109期生の同期にはびわこ67周年覇者の丸野一樹や、戸田第54回総理大臣杯に出場した大上卓人らがいる。

## 来歴
2011年11月に平和島競艇場での第24回東京新聞盃でデビュー（6号艇6コース、2着）し、同年12月に多摩川競艇場での第27回多摩川カップで水神祭を飾る（5号艇6コース、決まり手は差し）。
2014年10月に芦屋競艇場での第9回マリンテラスあしやカップで初優出（6号艇6コース、4着）し、同年12月、戸田競艇場での第5回太田胃散カップで初優勝（4号艇4コース、決まり手は抜き）。
2017年後期よりA1級に昇格し、浜名湖競艇場でのG1浜名湖賞開設64周年記念でG1初出場。同年8月に若松競艇場での第63回モーターボート記念競走でSG初出場（ボートレース多摩川推薦）。9月22日、蒲郡競艇場でのG1第4回ヤングダービーでG1初勝利を飾る（1号艇1コース、決まり手は逃げ）。
2019年9月23日に三国競艇場において開催された第6回ヤングダービーで初優出し、優勝戦でイン逃げを決めてG1初優勝。同年11月24日に桐生競艇場にて開催された第22回チャレンジカップ最終日の7Rでイン逃げを決めてSG初勝利。

## 人物・エピソード
- やまと競艇学校時代の勝率は4.61。訓練生時代は「デビュー後のレースで新人選手は6コースに入るから」という理由からあえて全て6コースでレースをしていたこともあり、30人中21位の成績だった[10]。
- 2014年、2015年には多摩川競艇場の地元スター候補に選出される[11][12]。
- 101期の後藤翔之[10]、同期の後藤隼之・後藤美翼（みく）は従兄弟[13]。翔之の応援で多摩川競艇場に行った際にレースに魅せられ、競艇選手になることを決意。中学3年で初受験し[14]、受験ラストチャンスとなる5回目にして合格した。
- C CHANNEL×HAPPY BOAT CLUBのタイアップ動画『現役○○男性に聞いた♪彼女に胸キュンする瞬間♡』では、馬場剛や河合佑樹と共にモデルも務めている[15]。
- 2021年のBOAT RACE振興会のボートレーサー募集CMシリーズ「Splash ボートレーサーになりたい!」編において、神尾楓珠扮する訓練生「カミオ」のモデルになった選手である[16][14][17][18]。

## 獲得タイトル

### G1
- 第6回ヤングダービー （2019年9月23日、三国競艇場）※プレミアムG1競走
- 京極賞開設69周年記念競走（2021年11月19日、丸亀競艇場）